# Шпиковский сахарный завод
Шпиковский сахарный завод — предприятие пищевой промышленности в посёлке городского типа Шпиков Тульчинского района Винницкой области.

## История

### 1844 - 1917
В 1844 году в селении Шпиков Винницкого уезда Подольской губернии Российской империи был построен свеклосахарный завод.
В начале 1860х годов Шпиков стал волостным центром Брацлавского уезда Подольской губернии.
Отмена крепостного права в 1861 году способствовала развитию сахароварения в 1860е - 1870е годы, и в связи с увеличением объемов производства в 1874 году завод был реконструирован - здесь были установлены паровые котлы, а заводская территория была увеличена до 55 десятин.
В сезон сахароварения 1886/1887 года завод произвёл 155 811 пудов сахара.
К 1903 году годовое производство завода составляло уже свыше 220 тыс. пудов сахара.
Продолжительность рабочего дня на заводе в это время составляла 12 часов, условия труда были тяжёлыми, а оплата низкой, что являлось причиной протестных выступлений рабочих. В ходе первой русской революции в начале мая 1905 года рабочие завода начали забастовку, к которой присоединились поденщики, в результате по приказу губернатора в Шпиков была отправлена военная команда, но прекратить протесты не удалось и заводовладелец был вынужден удовлетворить требования бастующих. 9-10 декабря 1905 года здесь имела место вторая забастовка рабочих.
В апреле 1917 года рабочие Шпиковского сахарного завода несмотря на протесты комиссара Временного правительства на общем собрании установили на предприятии 8-часовой рабочий день.

### 1918 - 1991
В феврале 1918 года в Шпикове был создан волостной Совет рабочих, крестьянских и солдатских депутатов, однако уже в марте 1918 года посёлок оккупировали австрийско-немецкие войска, которые оставались здесь до ноября 1918 года. В дальнейшем, до начала 1920 года Шпиков оставался в зоне боевых действий гражданской войны, но в начале 1920х годов сахарный завод возобновил работу.
В ходе Великой Отечественной войны с 22 июля 1941 до 18 марта 1944 года село было оккупировано немецкими войсками.
В 1944 - 1947 гг. повреждённый сахарный завод был полностью восстановлен и возобновил работу.
В соответствии с семилетним планом развития народного хозяйства (1959—1965) завод был реконструирован, в результате предприятие было полностью электрифицировано, основные производственные процессы были механизированы. В эксплуатацию были введены котельная и турбогенератор мощностью 1,5 МВт. После окончания реконструкции, в 1965 году перерабатывающая мощность завода составляла 800 тонн сахарной свеклы в сутки.
В 1967 - 1969 годы на заводе были проведены дополнительные работы по техническому перевооружению, в ходе которых был установлен новый паровой котёл, вакуум-аппарат и другое оборудование, что позволило к 1968 году увеличить мощность завода до 1000 тонн сахарной свеклы в сутки и снизить себестоимость сахара.
В целом, в советское время сахарный завод являлся крупнейшим предприятием посёлка.

### После 1991
После провозглашения независимости Украины завод перешёл в ведение Государственного комитета пищевой промышленности Украины.
В мае 1995 года Кабинет министров Украины утвердил решение о приватизации сахарного завода. В дальнейшем, государственное предприятие было преобразовано в открытое акционерное общество. 
В июне 1999 года Кабинет министров Украины передал завод в коммунальную собственность Винницкой области.
31 января 2000 года Кабинет министров Украины утвердил решение о продаже последних 25% акций завода, остававшихся в государственной собственности.
24 февраля 2004 года хозяйственный суд Винницы признал завод банкротом.